# Louis de Hesse-Philippsthal
Louis de Hesse-Philippsthal (en allemand : Ludwig von Hesse-Philippsthal; 8 octobre 1766 – 15 février 1816) est un général qui a combattu pour le royaume de Naples (plus tard, le royaume des Deux-Siciles). De 1813 jusqu'à sa mort, il a été le landgrave de Hesse-Philippsthal.

## Biographie
Louis est né à Philippsthal, fils du comte Guillaume de Hesse-Philippsthal et son épouse Ulrika Eleonora de Hesse-Philippsthal-Barchfeld.
Prince de la famille des landgraves de Hesse-Philippsthal, il a combattu pour le royaume de Naples pendant les guerres napoléoniennes. Dans le cours de la Troisième Coalition, il a commandé la garnison de la forteresse de Gaète assiégée par les français en 1806, refusant d'obéir à l'ordre de se rendre. Ses troupes ont résisté pendant six mois, jusqu'au 18 juillet. Après que Louis a été blessé le 10 juillet, il a dû quitter la forteresse.
Plus tard, avec le colonel Nunziante et le lieutenant-colonel Bardot, il lance une expédition de 4 000 hommes qui, en 1807, a quitté la Sicile pour tenter la reconquête de la partie continentale de Naples. Ils ont cependant été défait à la bataille de Mileto du 28 mai 1807, perdant 1 633 hommes et six pièces d'artillerie.
Après la mort de son frère Charles au siège de Francfort en 1793, Louis lui succéda en qualité de prince héréditaire du landgraviat de Hesse-Philippsthal. Quand Louis est mort sans enfants à Naples en 1816 (son fils unique était mort en 1802, âgé de quatre ans), le titre est allé à son frère Ernest de Hesse-Philippsthal.

## Le mariage et la descendance
Louis a épousé le 21 janvier 1791 à Susteren la comtesse Marie Franziska Berghe de Trips (1771-1805). Ses parents n'étaient pas au courant de ce mariage et ne l'ont pas reconnu quand ils l'ont appris. En outre, il a dû démissionner de l'armée néerlandaise, car les officiers n'étaient pas autorisés à se marier avec des catholiques. Marie Franziska avait des relations qui ont permis à son mari d'avoir un poste dans l'armée du royaume de Naples. Après sa mort, elle a été la maîtresse de la garde-robe à la cour de la reine Marie-Caroline d'Autriche.
Louis et de Marie Françoise ont eu deux enfants:
- Caroline (1793-1872), mariée en 1810 au comte Ferdinand de La Ville-sur-Illon, général des guerres de la Révolution et de l'Empire (d. 1865), divorcé en 1814.
- William (1798-1802)